# Новиков, Александр Иванович (земский деятель)
Алекса́ндр Ива́нович Новико́в (22 апреля 1861, Ново-Александровка, Тамбовская губерния — 23 января 1913, Санкт-Петербург) — русский земский деятель, идеолог и организатор местного начального народного образования, благотворитель, публицист, беллетрист. Крупный землевладелец. В последние годы жизни — член партии социалистов-революционеров, участник революционного движения 1905—1906 гг.

## Происхождение
Происходил из старинного дворянского рода Новико́вых. Племянник историка, славяноведа и дипломата Е. П. Новико́ва. Сын помещика Ивана Петровича Новикова, владельца села Новая Александровка Козловского уезда Тамбовской губернии, и Ольги Алексеевны Киреевой, происходившей из дворянской семьи, связанной с Вологдой и Москвой.

## Биография
Александр Иванович Новиков родился 22 апреля 1861 года в селе Новая Александровка Козловского уезда.
Окончил Катковский лицей в Москве (1878) и физико-математический факультет Московского университета (1882). В 1883 г. определён Почётным членом Попечительства о бедных в Москве.
14 апреля 1885 г. женился на Зинаиде Павловне Шаблыкиной, дочери владельца здания Английского клуба. В том же году переведён на службу в Канцелярию Комитета министров (с 18 ноября 1885 г.).
7 октября 1889 Козловским уездным земским собранием избран почётным мировым судьёй Козловского судебного мирового округа. Утверждён в этой должности указом Правительствующего Сената от 19 января 1890 г.
29 июня 1891 г. распоряжением министра внутренних дел назначен земским начальником 9 участка Козловского уезда. В должность вступил 1 июля 1891. В Канцелярии Комитета министров числился на службе до января 1892 г. Земским начальником был шесть с половиной лет (уволен по собственному прошению приказом от 21 февраля 1898 г.).
Служба в качестве земского начальника дала ему бесценный жизненный опыт и во многом перевернула его представления о народной жизни. «Приехав в деревню с предвзятой мыслью „подтянуть“ мужика, я вышел из земских начальников с глубоким убеждением, что подтягиванием ничего не добьёшься и что народ нуждается не в подтягивании, а в воспитании — задача гораздо более трудная…» — писал он впоследствии в книге публицистических очерков «Записки земского начальника».
28 сентября 1898 г. вступил в должность Козловского уездного предводителя дворянства. 13 октября 1898 г. Козловским уездным земским собранием был избран Почётным мировым судьёй Козловского уезда.
В конце 1890-х годов служил на Кавказе и в Крыму, был управляющим государственными имуществами Астраханской губернии. В 1902—1904 годы занимал должность городского головы в Баку. Опыт работы с городской буржуазией способствовал радикализации его политических взглядов. Революцию 1905 года А. И. Новиков встретил, будучи членом партии социалистов-революционеров. В ноябре 1905 г., находясь в Петербурге, написал и издал брошюру «В чьих руках должна быть власть над народом», за что был привлечён к суду и приговорён к заключению в крепость на один год. Наказание, впрочем, было отсрочено из-за тяжёлой болезни подсудимого, а впоследствии так и не состоялось.
24 января 1913 года многие столичные газеты сообщили о смерти статского советника А. И. Новикова. Тело его перевезли в родовое имение в село Ново-Александровка и похоронили в фамильном склепе.

## Вклад в развитие народного образования и благотворительность
Во время своей земской деятельности А. И. Новиков всегда активно отстаивал интересы земских школ, добивался увеличения отпускаемых на их развитие денежных средств. По его инициативе выстроено и открыто на его 9-м участке, а также на соседних 6-м, 8-м и 10-м, до 40 земских школ. На его собственном 9-м участке через шесть с половиной лет его службы осталась одна-единственная деревня, где не было своей школы (Колбовка Никольской волости): здесь по малочисленности населения содержание школы оказалось для крестьян непосильным.
В своём родовом имении, селе Новая Александровка, А. И. Новиков основал и содержал на свои средства две школы для крестьянских детей.
Иоанно-Богословская мужская церковно-учительская школа была открыта 16 сентября 1891 г. Впоследствии при ней появился интернат-общежитие на 100 человек (сироты и дети бедных родителей были здесь на полном обеспечении). 1 октября 1892 г. при Иоанно-Богословской школе открылось живописное отделение, в котором учили преимущественно иконописи. В 1892/93 учебном году в школе насчитывалось 8 учителей, в числе которых был сам Новиков (математик по образованию, он взял на себя преподавание алгебры и геометрии в старшем классе). Кроме того, он проводил воскресные чтения для детей и взрослых.
Свято-Ольгинская женская второклассная школа была открыта в 1898 г. Попечительницей её числилась мать благотворителя — Ольга Алексеевна, постоянно проживавшая в Англии, но временами приезжавшая в Россию и гостившая у сына в Ново-Александровке.
Кроме школ, на средства А. И. Новикова были построены также церковь (1892), несколько домов для преподавателей, больница.
Оклады учителей в новиковских школах были самыми высокими в Козловском уезде (от 600 до 1200 рублей в год, при максимальной по уезду зарплате учителя в 450 рублей).
Интересно, что при блестящих успехах своих собственных начинаний А. И. Новиков всё-таки весьма скептически относился к возможностям частной благотворительности в деле развития народного образования. Он прекрасно понимал, что вопрос в целом не может быть решён без деятельного участия государства.

## Знакомство сЧерновым
В бытность свою в Тамбове (1895—1898 гг.) будущий лидер партии социалистов-революционеров Виктор Чернов познакомился с А. Н. Новиковым при следующих обстоятельствах. Выслушав одну из речей Новикова в заседании губернского земства, Чернов усмотрел в ней барское стремление «опекать» мужика и вскоре напечатал в одном из толстых журналов корреспонденцию, где подверг точку зрения Новикова резкой критике.
Тон этой публикации был почти оскорбительный, поэтому Чернов был очень удивлён, когда узнал от председателя земской управы, у которого работал тогда «по вольному найму», что Новиков хочет с ним познакомиться. Знакомство состоялось, и Новиков сразу же объявил:

— Я прочёл Вашу корреспонденцию обо мне, и мне захотелось сказать Вам, что Вы правы, Вы совершенно правы. Мне теперь это ясно. Мы всё хотим мудрить над народом, а во многих вещах он гораздо лучше нас знает, как и что нужно сделать. Надо дать ему возможность полной самостоятельности, и он нас ещё удивит своими способностями к низовому коллективному творчеству. Я Вам очень благодарен, что Вы потрепали, как следует, мой слишком скороспелый проект. Поделом. Позвольте пожать вашу руку.
После этого Чернов ещё не раз встречался с Новиковым, свободно и откровенно беседовал с ним на всевозможные темы. Много позже Чернов вспоминал:

А. И. Новиков был человеком, ещё совершенно неустоявшимся в своих воззрениях. Но он явно и неуклонно шёл в одном определённом направлении: справа — налево. Оживлённый, экспансивный, дышащий энергией, великий непоседа, немножко прожектёр, с властною складкой в характере, он был, однако, чужд самовлюблённости, чуток к голосу собственной интеллектуальной совести и, главное, неизменно и глубоко искренен перед собой и перед другими. Его способности — честно сознаваться в своих ошибках — этой незаменимой в общественном деятеле способности, могли бы позавидовать многие из нас грешных.

## Публицистическая и литературная деятельность
А. И. Новиковым издано более 50 печатных трудов. Много писал в «Санкт-Петербургских Ведомостях», «Сыне Отечества», «Нашей Жизни», «Образовании», «Вестнике Европы».
Бо́льшая часть написанных им публицистических очерков вошла в сборники:
- Записки земского начальника (Санкт-Петербург, 1899)
- Записки о сельской школе (Санкт-Петербург, 1902)
- Записки о городском самоуправлении (Санкт-Петербург, 1904)
- Записки городского головы (Санкт-Петербург, 1905)

Беллетристические произведения Новикова:
- По закону. Роман из деревенской жизни (Санкт-Петербург, 1901)
- Сборник рассказов (Санкт-Петербург, 1904)
- Пьесы (Санкт-Петербург, 1904)
- Наши братья (о положении евреев). № 200. — Ростов-на-Дону: Изд. Н. Е. Парамонова «Донская речь», 1906.

Одна из статей «Деревня» («Das Dorf», стр. 54-99) была опубликована в немецкоязычном сборнике статей «Русские о России», подготовленном Йозефом Мельником (псевдоним Акима Волынского).